# Machimus prairiensis
Machimus prairiensis är en tvåvingeart som först beskrevs av Tucker 1907.  Machimus prairiensis ingår i släktet Machimus och familjen rovflugor. Inga underarter finns listade i Catalogue of Life.